# Cellé
Cellé – miejscowość i gmina we Francji, w Regionie Centralnym, w departamencie Loir-et-Cher.
Według danych na rok 1990 gminę zamieszkiwało 261 osób, a gęstość zaludnienia wynosiła 21 osób/km² (wśród 1842 gmin Regionu Centralnego Cellé plasuje się na 880. miejscu pod względem liczby ludności, natomiast pod względem powierzchni na miejscu 1019.).